# ニュー・バウハウス
ニュー・バウハウス（New Bauhaus ）とは、ドイツのデザイン教育機関バウハウスを辞したモホリ＝ナジ・ラースローが、1937年、アメリカの「シカゴ芸術産業協会」（Association of Arts and Industries ）からの招聘に応じて渡米したのちシカゴに開設した学校「The New Bauhaus Chicago」のこと。
1938年、協会の財政援助を打ち切られ資金難でに閉鎖されるも、翌1939年、「School of Design Chicago (Chicago School of Design)」の名で再開。1944年、拡大し「The Institute of Design (Chicago Institute of Design)」と名前を変えた。この後者の2つを「ニュー・バウハウス」と呼ぶことが多い。
1949年、The Institute of Designは「イリノイ工科大学」（Illinois Institute of Technology ）に吸収される。その後は、イリノイ工科大学の一学部として現在まで存続する。
アメリカの「ニュー・バウハウス」は、バウハウスの教育理念を継承し、デザインや写真の基礎教育を行った。特に写真の分野においては目覚ましく、初期はモホリ＝ナジおよびバウハウスの前衛写真の傾向を引き継ぎ、さまざまな傾向へと変化し現在にいたる。
ニュー・バウハウスにかかわった主要な写真家としては、教鞭をとるモホリ＝ナジの他、ジョージ・ケペッシュ、アーサー・シーゲル（Arthur Siegel 、1913年-1978年）、ネイサン・ラーナー（Nathan Lerner 、1915年-1997年）、ハリー・キャラハン、アーロン・シスキンドがいる。日本人として戦後にここで学んだ者に石元泰博がいる。